# Wang Guisheng
Wang Guisheng är en kinesisk diplomat som tjänstgjorde som Folkrepubliken Kinas ambassadör i Sverige 1998-2001.
1961 tog Wang examen i engelska vid Beijing Foreign Languages Institute och därefter studerade han vid Oslo universitet fram till 1964.
Mellan 1964 och 1981 arbetade han vid Kinas ambassad i Oslo. 1981 till 1986 arbetade han vid det kinesiska utrikesministeriets Europabyrå och han tjänstgjorde också som tolk för president Li Xiannian. Från 1986 till 1990 var han ambassadråd vid Kinas ambassad i Oslo.
I december 1998 blev Wang Kinas ambassadör i Stockholm. I juli följande år blev Wang uppmärksammad i den svenska pressen då han försökte ingripa i det svenska utrikesdepartementets utnämning av kulturattaché vid Sveriges ambassad i Kina.  Bland kandidaterna fanns en sinolog som var gift med en känd kinesisk dissident och i strid med gällande praxis försökte Wang förhindra att hon blev utnämnd innan UD ens fattat sitt beslut.
I november 2001 lämnade han sin post som Stockholmsambassadör och gick i pension samma år.